# Спокутування гріхів (фільм)
«Спокутування гріхів» — фільм-трилер 2012 року спільного виробництва Італії , Румунії та США. Головні ролі виконали Денні Ґловер і Джованні Марторана.

## Сюжет
У потязі сліпий Девід знайомиться з немолодим священником Леонардом, який нещодавно був посвячений у сан. У розмові виявляється багато спільного між цими людьми. Девід, який намагається втекти від злочинного світу, колись сам вмовив впливового дона  Мікеля прийняти його в мафіозну сім'ю. Та і отець має темне минуле, яке переслідувало його навіть у вагоні. Дебора - жінка, чоловік якої був вбитий колись Леонардом, слідкувала за ним і хотіла розправитись, але не вистачило духу. 
Чоловіки розповідали про свою кримінальну діяльність поки кожен з них не вийшов на необхідній зупинці. 

## У ролях
| Актор               | Персонаж      | Роль               |
| ------------------- | ------------- | ------------------ |
| Денні Ґловер        | Отець Леонард | колишній злочинець |
| Джованні Марторана  | Девід         | сліпий             |
| Стівен Бауер        | Вільямс       | бізнесмен          |
| Енн Джеффріс        | Сусанна       | мати Вільямса      |
| Кассандра Гава      | Дебра         | дружина Вільямса   |
| Маріо Пупелла       | Дон Мікель    | мафіозі            |
| Франческо Касіса    | Кондитер      | злочинець          |
| Вероніка Д’Агостіно | Марія         | дружина Кондитера  |
| Майкл Медсен        | Дон Манчіно   | дон мафії          |

## Створення фільму

### Виробництво
Зйомки фільму проходили в Румунії, Італії та США.

### Знімальна група
- Кінорежисер — Карло Фуско
- Сценарист — Крістіан Репічі
- Кінопродюсери — Карло Фуско, Седрік Гонелла
- Кінооператори — Карло Фуско, Ріккардо Гратторола, Уго Ло Пінто
- Кіномонтаж — Массиміліано Бенвенуті, Ніколь Холленд, Харіндра Самарасекера
- Композитори — Альдо Аззаро, Росаріо Джіаччі, Антоніо Оттаяно, Франка Себастьяні
- Художник-постановник — Антонелла Фуско
- Художник по костюмах — П'єро Рісані
- Підбір акторів — Кім Бікіла[1].

## Критика
Стрічка отримала негативні відгуки. На сайті Rotten Tomatoes оцінка фільму становить 0 % на основі 9 відгуків від глядачів із середньою оцінкою 1,4/5. Йому зараховано «розсипаний попкорн» від пересічних глядачів, Internet Movie Database —2,4/10 (230 голосів).